# Veldhoven

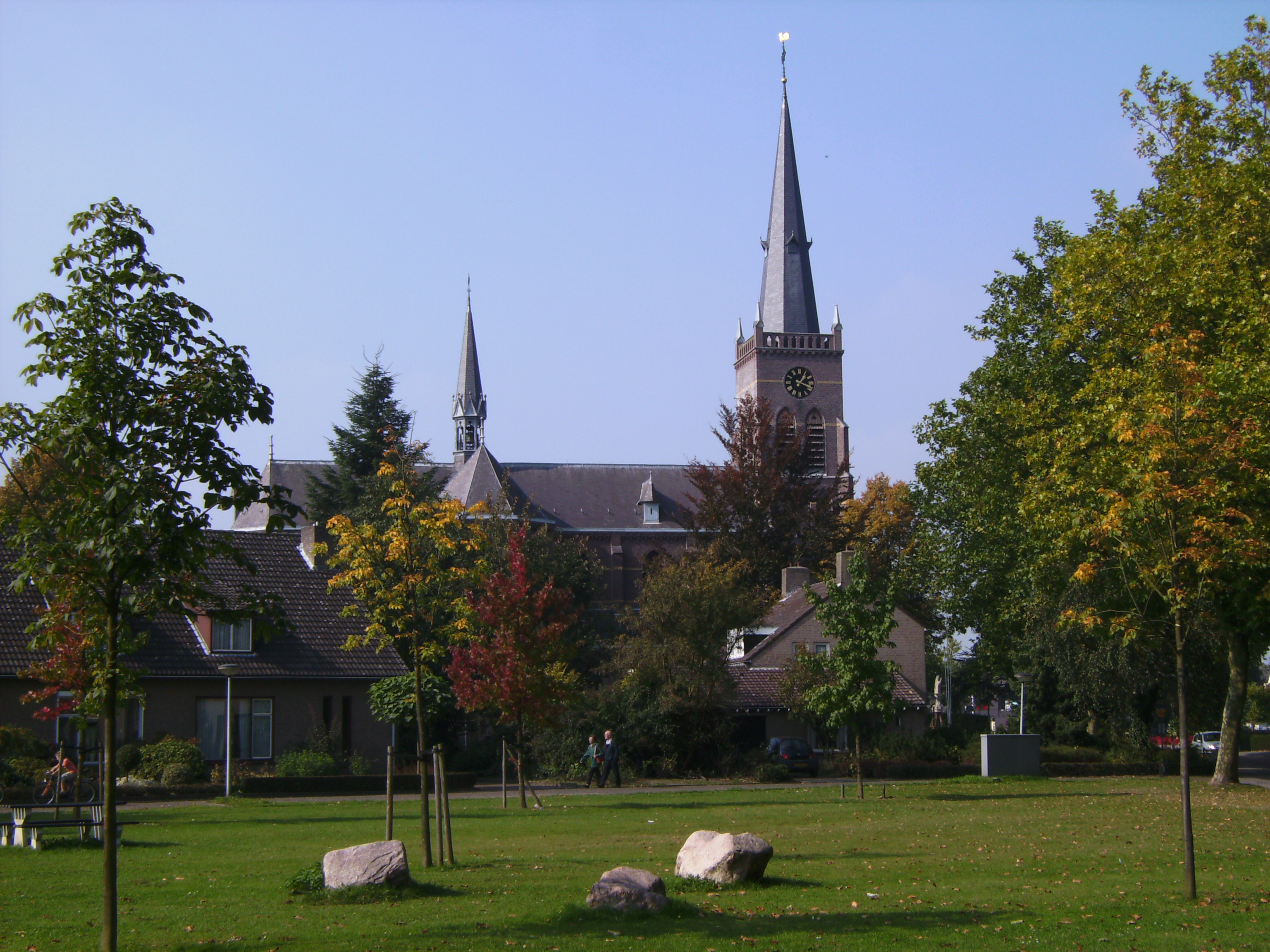
Kyrkan.

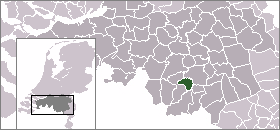
Lägeskarta

Veldhoven är en kommun i provinsen Noord-Brabant i Nederländerna. Kommunens totala area är 31,92 km² (där 0,20 km² är vatten) och invånarantalet är 43 879 invånare (1 februari 2012).